# 1344
1344 година (MCCCXLIV)

## Събития
- Българският цар Иван Александър отвоювал Асеновата крепост.
- Прага става архиепархия
- В Италия има гладна катастрофа
- Май: битка при Стефаниана, първата битка на турците срещу сърбите на Стефан Урош IV Душан за Солун и Серес

## Починали
- юли – Симоне Мартини, италиански живописец